# Сейшікі-2
Сейшікі № 2 (яп. 制式二号飛行機, Сейшікі Ніґоу Хікоу кі) — японський біплан для Імперської армії Японії з тягловим гвинтом. Друга спроба створення японського сучасного біплана після невдачі з Сейшікі-1 яка теж виявилась невдалою.

## Історія
Не зважаючи на невдачу зі створення літака з тягловим гвинтом Сейшікі-1, «Тимчасова група з дослідження військових аеростатів» продовжила роботу над цим типом дизайнів. У липні 1917 року створення нового дизайну почалось під керівництвом лейтенанта Морікічі Сакамото і інженера Шіро Йошіхари, який щойно повернувся з Європи. Виробництво апарата відбувалося на фабриці «Групи» в Токородзаві. На відміну від «Сейшікі-1», «Сейшікі-2» з самого початку проєктувався як експериментальний швидкісний біплан, на основі рішень якого можна було б створити новий стандартний літак для армії.
«Сейшікі-2» оснащувався двигуном Mercedes D.I виготовленим на Армійському артилерійському арсеналі в Токіо. Крила і маса літака були зменшені, але фюзеляж був порівняно великим, дерев'яним з обшивкою з фанери. Радіатори розміщувались по боках фюзеляжу.
«Сейшікі-2» був завершений в грудні 1917 року, а перший політ відбувся 11 січня 1918 року з лейтенантом Сакамото за кермом. Під час другого польоту 17 січня літак зазнав катастрофи: після зльоту на висоту 50 м двигун раптово задимівся і втратив силу, лейтенант Сакамото зробити поворот праворуч для повернення на злітну смугу, але літак почав звалюватись і розбився вбивши пілота.
Дизайнери й інженери передбачали, що «Сейшікі-2» матиме максимальну швидкість 160 км/год, якби не проблеми з двигунами Mercedes D.I японського виробництва. Група почала роботу над «Сейшікі-3», і в березні 1918 року цей проєкт передали Дослідницькому відділу в новоствореній Льотній школі Токородзави, але його так і не було завершено.

## Технічні характеристики
Дані з Japanese Aircraft 1910—1941
- Екіпаж: 2 особи
- Довжина: 6,7 м
- Висота: 2,6 м
- Розмах крил: 9,86 м
- Площа крил: 31 м²
- Двигун: 6-циліндровий Mercedes D.I водяного охолодження
- Потужність: 100—110 к.с. к. с.
- Гвинт: Дволопатевий дерев'яний гвинт